# Valkyr Range
Valkyr Range är ett berg i Kanada.   Det ligger i provinsen British Columbia, i den södra delen av landet, 3 200 km väster om huvudstaden Ottawa. Toppen på Valkyr Range är 2 348 meter över havet.
Terrängen runt Valkyr Range är bergig österut, men västerut är den kuperad. Trakten runt Valkyr Range är nära nog obefolkad, med mindre än två invånare per kvadratkilometer.. Det finns inga samhällen i närheten. 
I omgivningarna runt Valkyr Range växer i huvudsak barrskog.